# Theta2 Tauri
Theta2 Tauri (θ2 Tau / 78 Tauri / HD 28319) es una estrella en la constelación de Tauro.
Con magnitud aparente +3,41, es el miembro más brillante del cúmulo de las Híades.
Comparte la denominación de Bayer «Theta» con Theta1 Tauri, estando las dos estrellas separadas visualmente 5,6 minutos de arco; sin embargo, la distancia existente entre ellas —unos 4 años luz—, parece descartar que formen un verdadero sistema binario.
Theta2 Tauri se encuentra a 150 años luz del sistema solar.
Theta2 Tauri está catalogada como una gigante blanca de tipo espectral A7III, aunque sus parámetros físicos —véase más abajo— se ajustan más a los de una subgigante.
Con una temperatura superficial de 7880 K, brilla con una luminosidad 69 veces mayor que la luminosidad solar.
Tiene un radio 3,9 veces más grande que el del Sol y gira sobre sí misma con una velocidad de rotación proyectada de 78 km/s, lo que conlleva un período de rotación igual o inferior a 2,5 días.
Por otra parte, es una variable Delta Scuti con doce períodos diferenciados que van de 1,64 a 2,22 horas; la fluctuación de brillo es de 0,07 magnitudes.
Tiene una masa aproximada de 2,4 masas solares y su edad, estimada en 670 millones de años, concuerda aproximadamente con la edad de las Híades.
Theta2 Tauri tiene una compañera, también de tipo A, cuya luminosidad es 19 veces superior a la luminosidad solar.
Su radio es tres veces más grande que el del Sol y tiene una masa de 1,8 masas solares.
Completa una órbita alrededor de la brillante «subgigante» cada 140,7 días.
La separación media entre las dos estrellas es de 0,86 UA pero la notable excentricidad de la órbita hace que esta varíe entre 0,23 y 1,3 UA.